# Pleidelsheim
Pleidelsheim – miejscowość i gmina w Niemczech, w kraju związkowym Badenia-Wirtembergia, w rejencji Stuttgart, w regionie Stuttgart, w powiecie Ludwigsburg, wchodzi w skład wspólnoty administracyjnej Freiberg am Neckar. Leży nad Neckarem, ok. 8 km na północ od Ludwigsburga, przy autostradzie A81.